# ورجوی

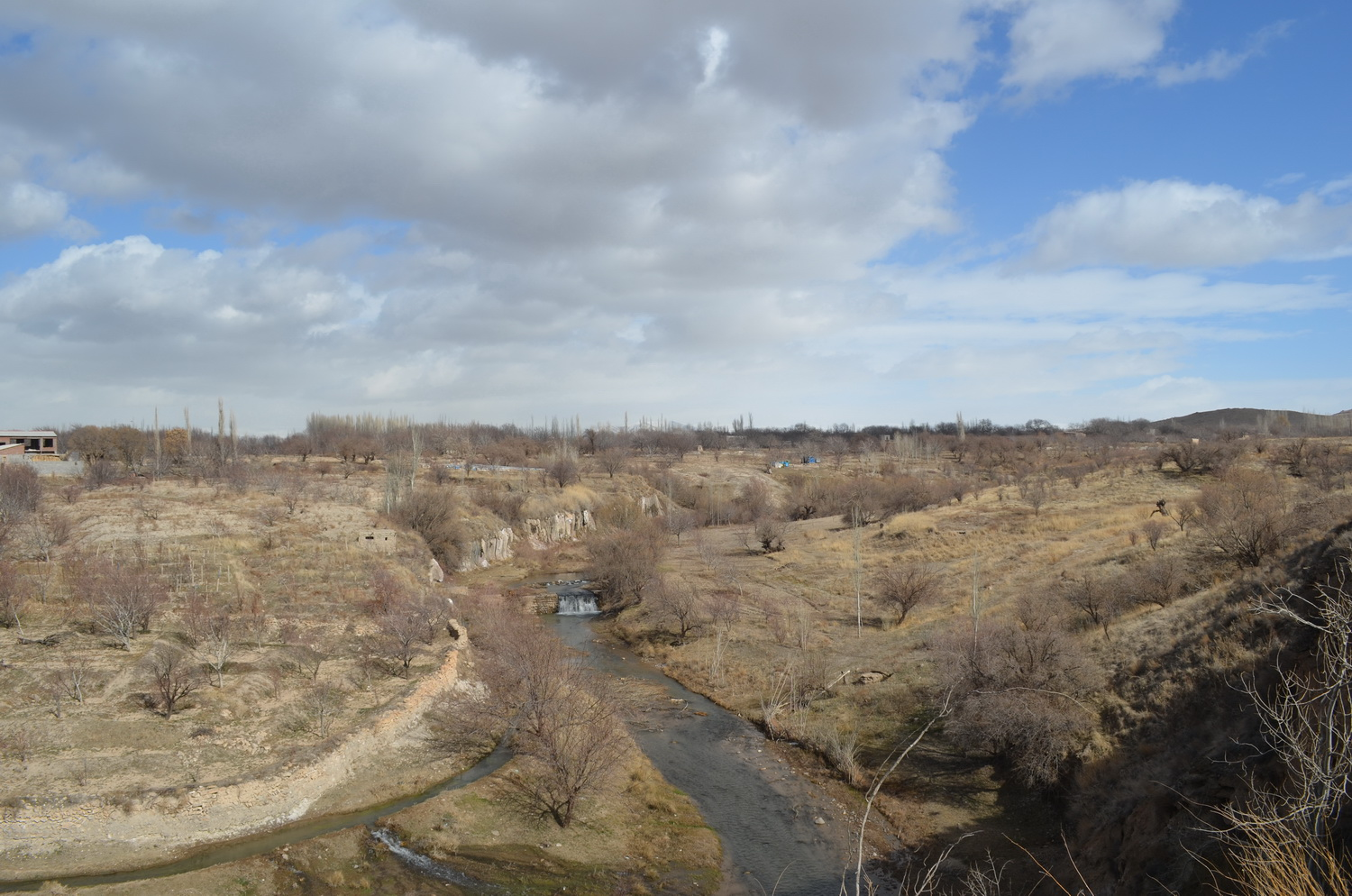
روستای ورجوی

ورجوی بزرگترین روستای استان آذربایجان شرقی است که در دهستان قره‌ناز بخش مرکزی شهرستان مراغه واقع شده‌است.
این روستا بیشترین آمار کشته در جنگ ایران و عراق در استان آذربایجان شرقی را نیز به خود اختصاص داده است.
روستای ورجوی در مسیر شرکت شیشه سازی مراغه می‌باشد که باعث شده آب مصرفی کشاورزی در مراغه به شدت کاهش یابد ، از طرف دیگر معبد مهر نیز باعث رونق گردشگری در این روستا شده است که هر ساله پذیرای گردشگران خارجی و داخلی می‌باشد.
از محصولات این روستا می توان به انگور اشاره کرد که انگور ورجوی معروف ترین انگور در بازار می‌باشد که گردشگران آن را از این شهر به سوغات می‌برند.

## آثار تاریخی
- معبد مهر
- قلعه دختران (قیزلار قلعه‌سی)

مشاهیر
بولود قاراچورلو متخلص به سهند شاعر پیش از انقلاب ایران و حیدر عباسی متخلص به باریشماز شاعر، مترجم، نقاش و نویسنده‌ از اهالی این روستا هستند.

## گردشکری
چشمه های معدنی شورسو و ساری سو
جهت امراض پوستی